# Matthew Sweet
Matthew Sweet (Lincoln (Nebraska), 6 oktober 1964) is een Amerikaans zanger, gitarist en basgitarist in het genre van de alternatieve rock en powerpop.

## Biografie
In de jaren tachtig vertrok Sweet naar Athens in Georgia om te studeren en om zich in de muziekwereld van Athene te begeven (met namen als R.E.M. en B-52's). Sweet werkte met R.E.M.-zanger Michael Stipe in de band Oh-OK en vormde een andere band, Buzz of Delight geheten.
Zijn eerste album, Inside, werd in 1986 uitgebracht door Columbia en werd een mager succes.
Sweet werd daarna gecontracteerd door A&M Records, waar hij zijn tweede album uitbracht, getiteld Earth (1989), zonder noemenswaardig succes.
Rond 1990 vormde Sweet een band samen met Richard Lloyd, Robert Quine, Greg Leisz, Lloyd Cole en Fred Maher.
Zijn succesvolle album Girlfriend verscheen in oktober 1991 bij Zoo Entertainment.
In 2000 werkte Sweet met de Canadese band Delerium.
In april 2006 werkte hij samen met Bangles-zangeres Susanna Hoffs en bracht hij samen met haar een album uit met covers uit de jaren zestig.

## In Nederland
In 1993 trad hij eenmalig op in de Melkweg in Amsterdam.

## Discografie
- Inside (1986)
- Earth (1989)
- Girlfriend (1991)
- Altered Beast (1993)
- Son of Altered Beast (1994)
- 100% Fun (1995)
- Blue Sky on Mars (1997)
- In Reverse (1999)
- Daylight (2000)
- Time Capsule: Best of 90/00 (2000)
- To understand: the early recordings of Matthew Sweet (2002)
- Kimi Ga Suki (2003, aanvankelijk alleen in Japan uitgebracht)
- Living Things (2004)
- Under the Covers, Vol. 1 (2006, met Susanna Hoffs)
- Sunshine Lies (2008)
- Under the Covers, Vol. 2 (2009, met Susanna Hoffs)
- Modern Art (2011)

Matthew Sweet is te horen als achtergrondzanger in verschillende nummers van Lloyd Cole's album Don't Get Weird on Me Babe. Verder heeft hij verschillende liedjes geschreven voor The Jayhawks.
- Bibliothèque nationale de France: cb13975122c (data)
- Gemeinsame Normdatei: 134756207
- International Standard Name Identifier: 0000 0000 7364 1176
- Library of Congress Control Number: n91083172
- MusicBrainz: 3fbcd2d3-3d78-470f-9e47-8f4d66da2474
- Nederlandse Thesaurus van Auteursnamen: 108921204
- Système universitaire de documentation: 160120144
- Virtual International Authority File: 10041784
- WorldCat: E39PBJcccMcM6TRRH3cfH33JDq